# معماری هخامنشیان

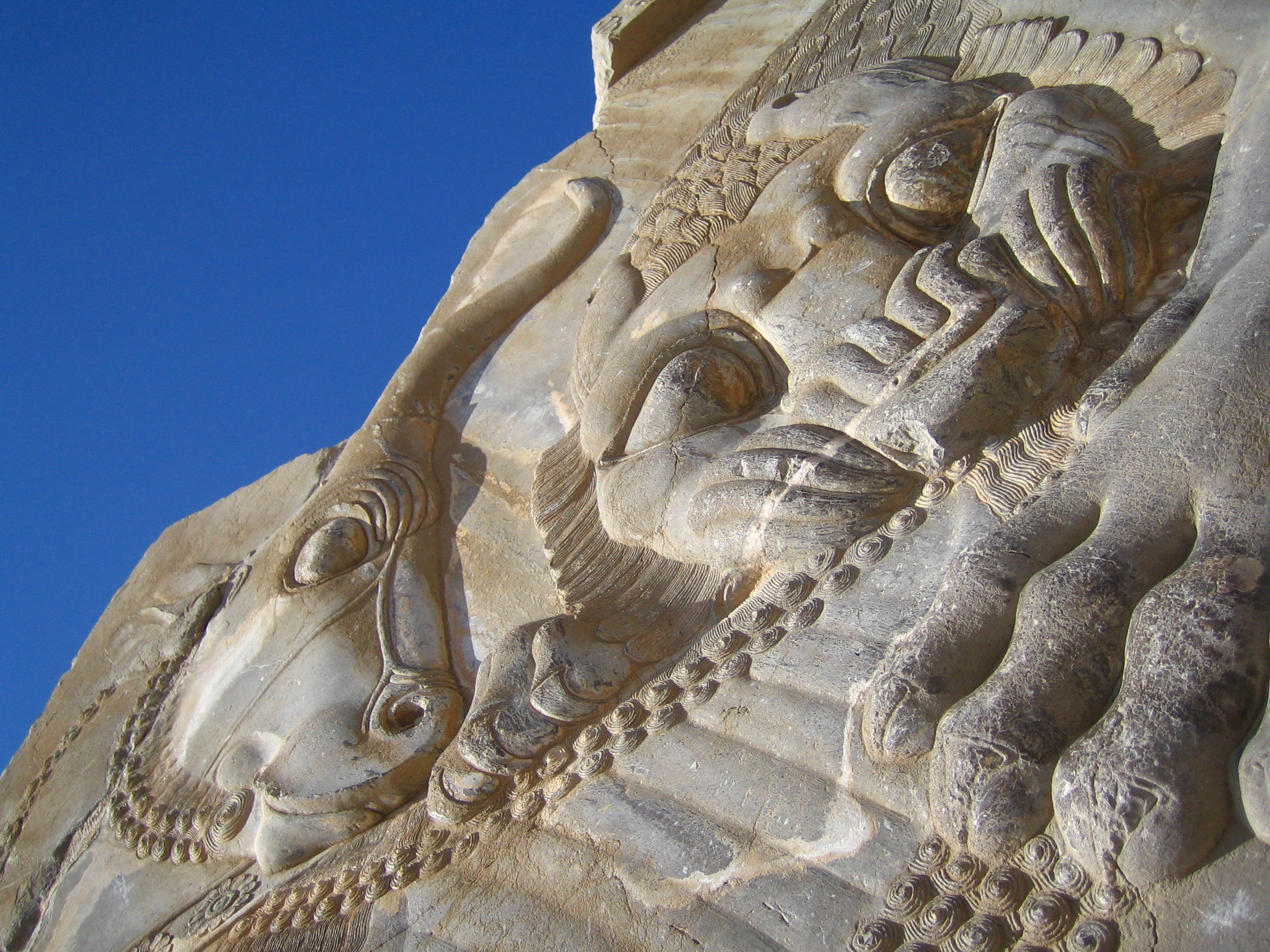
نبرد ثور و اسد در پلکان شرقی کاخ آپادانا تخت جمشید

معماری هخامنشیان به دستاوردهای ایرانیان هخامنشی در ساخت شهرهای تخت جمشید، شوش، هگمتانه، معابد برای عبادت و گردهمایی‌های اجتماعی (مانند معابد زرتشتی) و آرامگاه پادشاهان گذشته (مانند آرامگاه کوروش) اشاره دارد. از ویژگی‌های بنیادین این معماری می‌توان به ترکیب خود با عناصر مادها، آشوری، یونانی و آسیایی اشاره کرد.
میراث معماری هخامنشی با گسترش امپراتوری در حدود ۵۵۰ پیش از میلاد، شروع شد. با ظهور دومین امپراتوری پارسی یعنی امپراتوری ساسانی (۲۲۴–۶۲۴ میلادی) سنت‌های هخامنشی با ساخت معابد مخصوص آتش و قصرهای عظیم دوباره زنده شد.
شاید برجسته‌ترین ساختاری که تا امروز از این معماری باقی مانده‌ است، ویرانه‌های تخت جمشید باشد که توسط پادشاه هخامنشی، داریوش بزرگ برای مصارف دولتی و تشریفاتی ساخته شد و یکی از چهار پایتخت امپراتوری بود. ساخت و تکمیل تخت جمشید صد سال به طول انجامید. مشابه این معماری در شوش و هگمتانه نیز توسط داریوش بزرگ بنا شد که از آن‌ها مانند تخت جمشید برای پذیرایی از شخصیت‌های برجسته و نمایندگان خارجی، برگزاری مراسم سلطنتی و اسکان پادشاهان استفاده می‌شد.

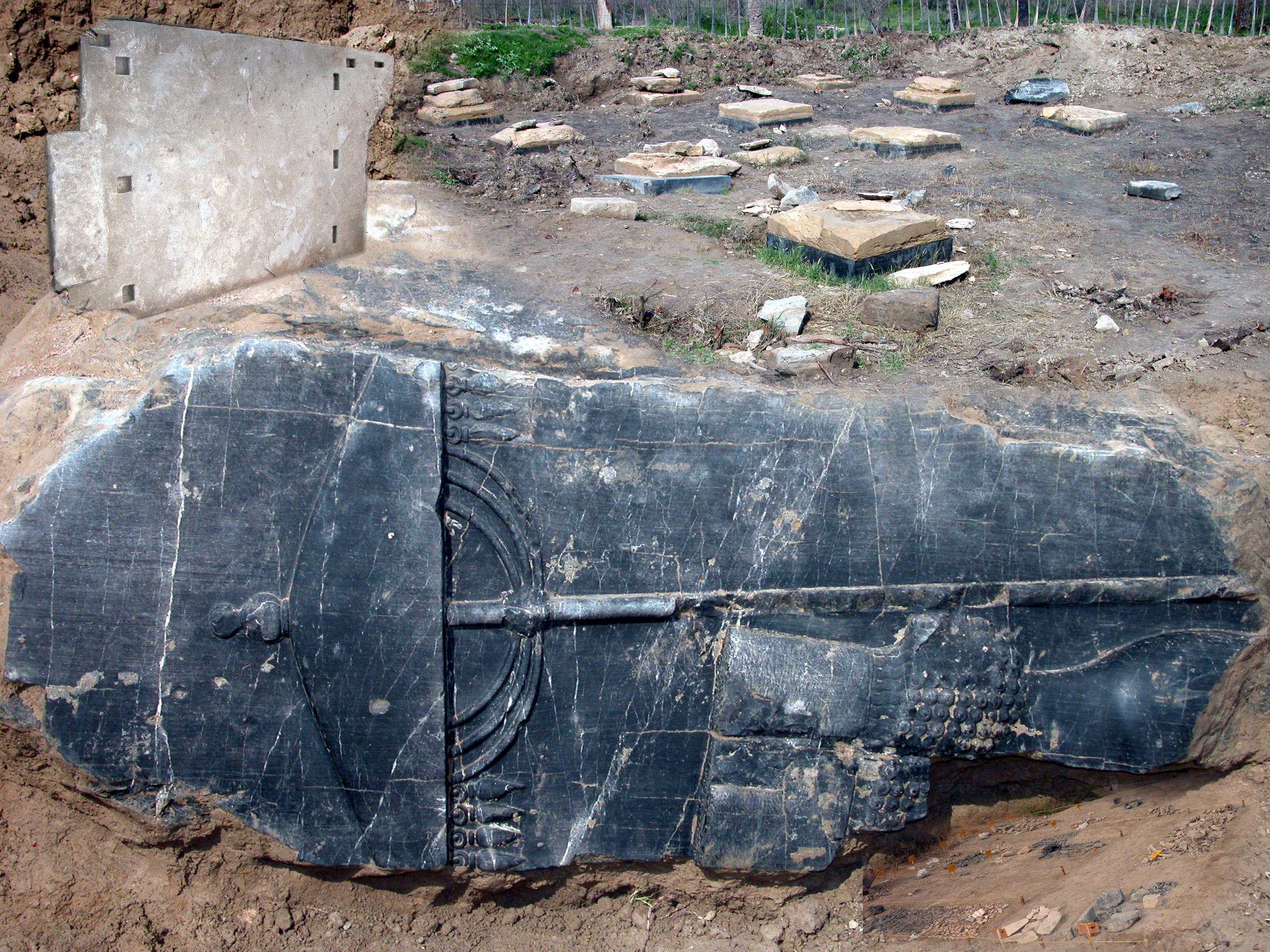
آثار باستانی کاخ هخامنشی بردک سیاه

در منابع یونانی ذکر شده است که هخامنشیان در معماری خود از قبه‌های مدور که تداعی گر آسمان بوده است استفاده می‌کردند.

## بناهای شاخص

### تخت جمشید

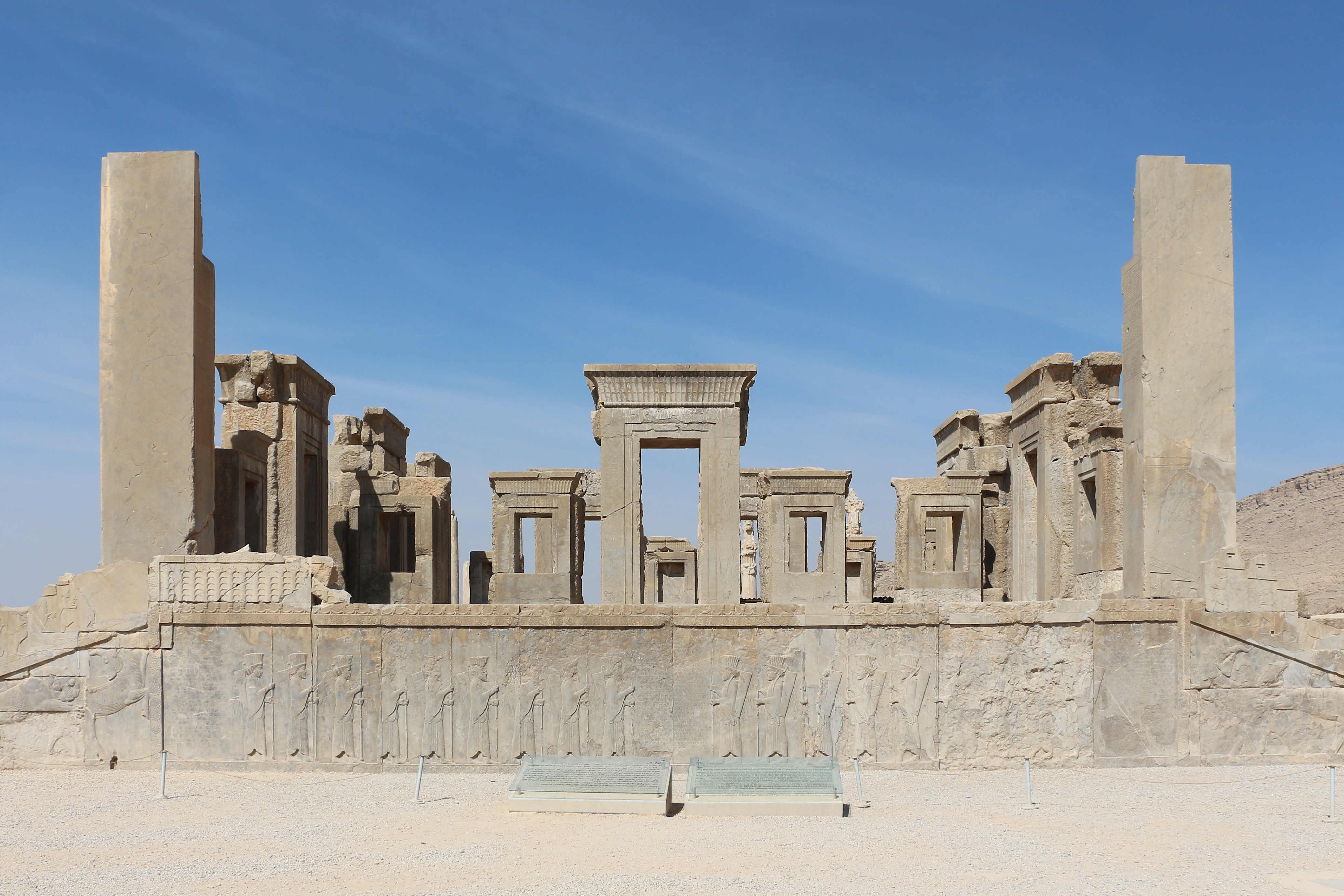
کاخ تچر در تخت جمشید، کاخ اختصاصی داریوش

بنای بسیار عظیم تخت جمشید طی سالیان پیوسته، پایتخت باشکوه و تشریفاتی پادشاهی ایران در زمان امپراتوری هخامنشیان بوده و می‌توان آن را نماد معماری هخامنشی به‌شمار آورد. ساخت تخت جمشید در زمان داریوش آغاز شد.
تخت جمشید نام امروزی «پارسَه» است. «پارسه» از زبان پارسی باستان است و یونانیان آن را پِرسپولیس (به یونانی یعنی «پارسه شهر») خوانده‌اند. این بنا را تخت جمشید یا قصر شاهی جمشید پادشاه اسطوره‌ای ایران می‌نامند که در شاهنامه فردوسی آمده‌ است.
آنگونه که در منابع متعدد و گوناگون تاریخی آمده‌است ساخت تخت جمشید در حدود ۲۵ قرن پیش در دامنه غربی کوه رحمت، به عبارتی میترا یا مهر و در زمان داریوش کبیر آغاز گردید و سپس توسط جانشینان وی با تغییراتی در بنای اولیه آن ادامه یافت.
بر اساس خشت نوشته‌های کشف شده در تخت جمشید در ساخت این بنای با شکوه معماران، هنرمندان، استادکاران، کارگران، زنان و مردان بیشماری از ملت‌های مختلف شرکت داشته‌اند.
چگونگی سازه
وسعت کامل کاخ‌های تخت جمشید ۱۲۵ هزار متر مربع است که بر روی سکویی که ارتفاع آن بین ۸ تا ۱۸ متر بالاتر از سطح جلگهٔ مرودشت است، بنا شده‌اند و از بخش‌های مهم زیر تشکیل یافته‌است:
- کاخ‌های رسمی و تشریفاتی تخت جمشید (کاخ دروازه ملل)
- سرای نشیمن و کاخ‌های کوچک اختصاصی
- خزانهٔ شاهی
- دژ و باروی حفاظتی

...
سرانجام تخت جمشید
مجموعه کاخ‌های تخت جمشید، در سال (۳۳۰ پیش از میلاد) به دست اسکندر مقدونی به آتش کشیده شد و تمام بناهای آن به صورت ویرانه درآمد.
از بناهای بر جای مانده و نیمه ویرانه، بنای مدخل اصلی تخت جمشید است که به کاخ آپادانا معروف است و مشتمل بر یک تالار مرکزی با ۳۶ ستون و سه ایوان ۱۲ ستونی درقسمت‌های شمالی، جنوبی و شرقی است که ایوان‌های شمالی و شرقی آن به‌وسیله پلکان‌هایی به حیاط‌های مقابل متصل و مربوط می‌شوند. بلندی صفه در محل کاخ آپادانا ۱۶ متر و بلندی ستون‌های آن ۱۸ متر است.
این‌مجموعه در فهرست آثار تاریخی ایران و نیز در فهرست میراث جهانی یونسکو به ثبت رسیده‌است.

## جایگاه کنونی این سازه
در دورهٔ نو و با بازگشت و پیدایش حس میهن خواهی در میان ایرانیان و ارجگذاری به گذشتگان این سرزمین، شهر تخت جمشید اعتبار بسیاری یافت. در زمان حکمرانی خاندان پهلوی در ایران به این بنا توجه فراوانی گردید و محمدرضاشاه پهلوی جشن‌های پادشاهی خویش را در این سازهٔ کهن انجام می‌داد.

### آرامگاه کوروش

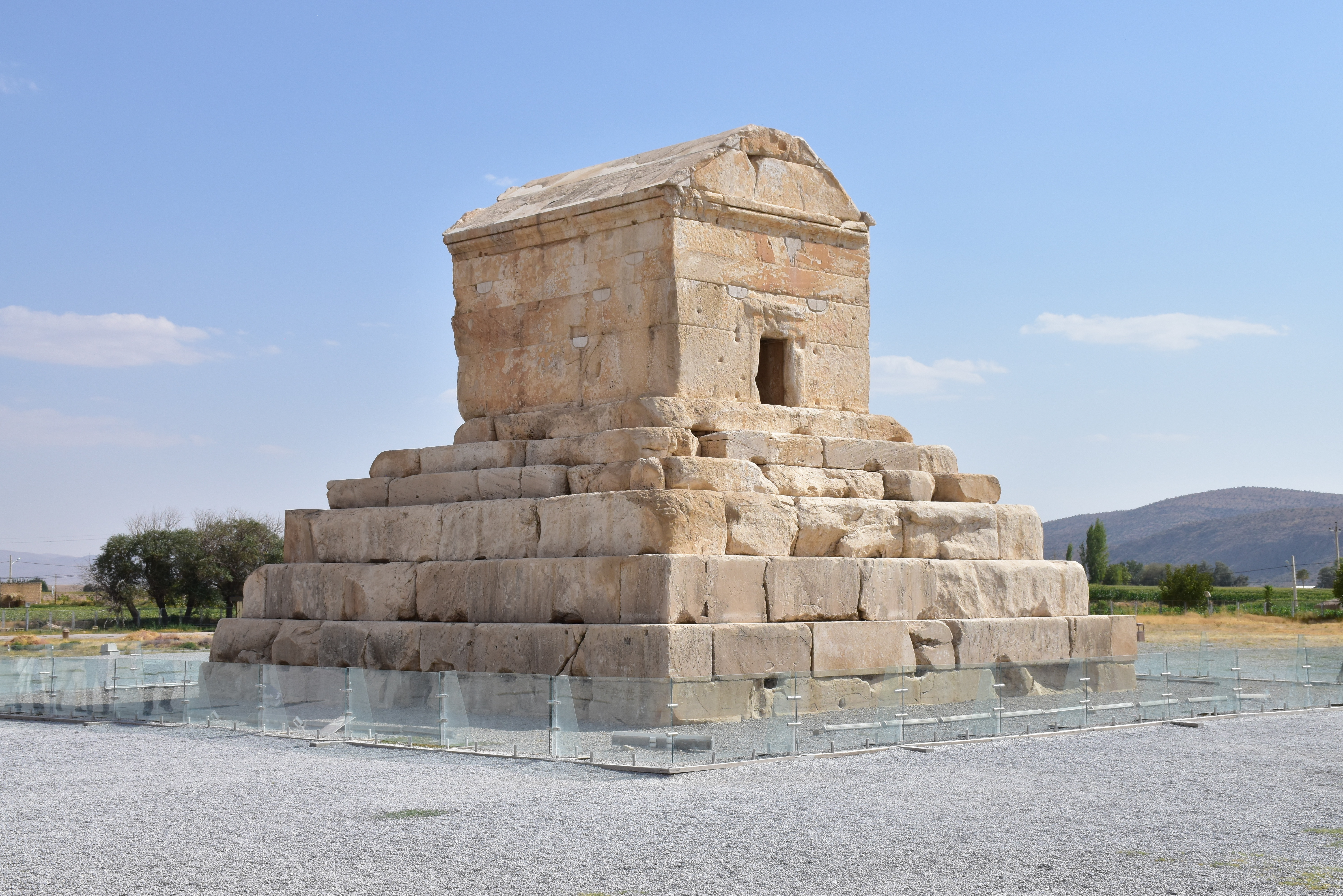
آرامگاه کوروش بزرگ در ایران

با وجود حکمرانی بر بخش بزرگی از جهان باستان، کوروش بزرگ آرامگاهش را در مقایسه با دیگر پادشاهان دوران باستان در نهایت سادگی طراحی کرد. سادگی این سازه تأثیر فراوانی بر بیننده می‌گذارد. چرا که به غیر از چند گچبری موجی شکل زیر سقف و یک نقش گل و بوته کوچک در بالای ورودی کوچکش هیچ گونه تزئینات چشمگیر دیگری در ان بکار نرفته‌ است.

### پاسارگاد

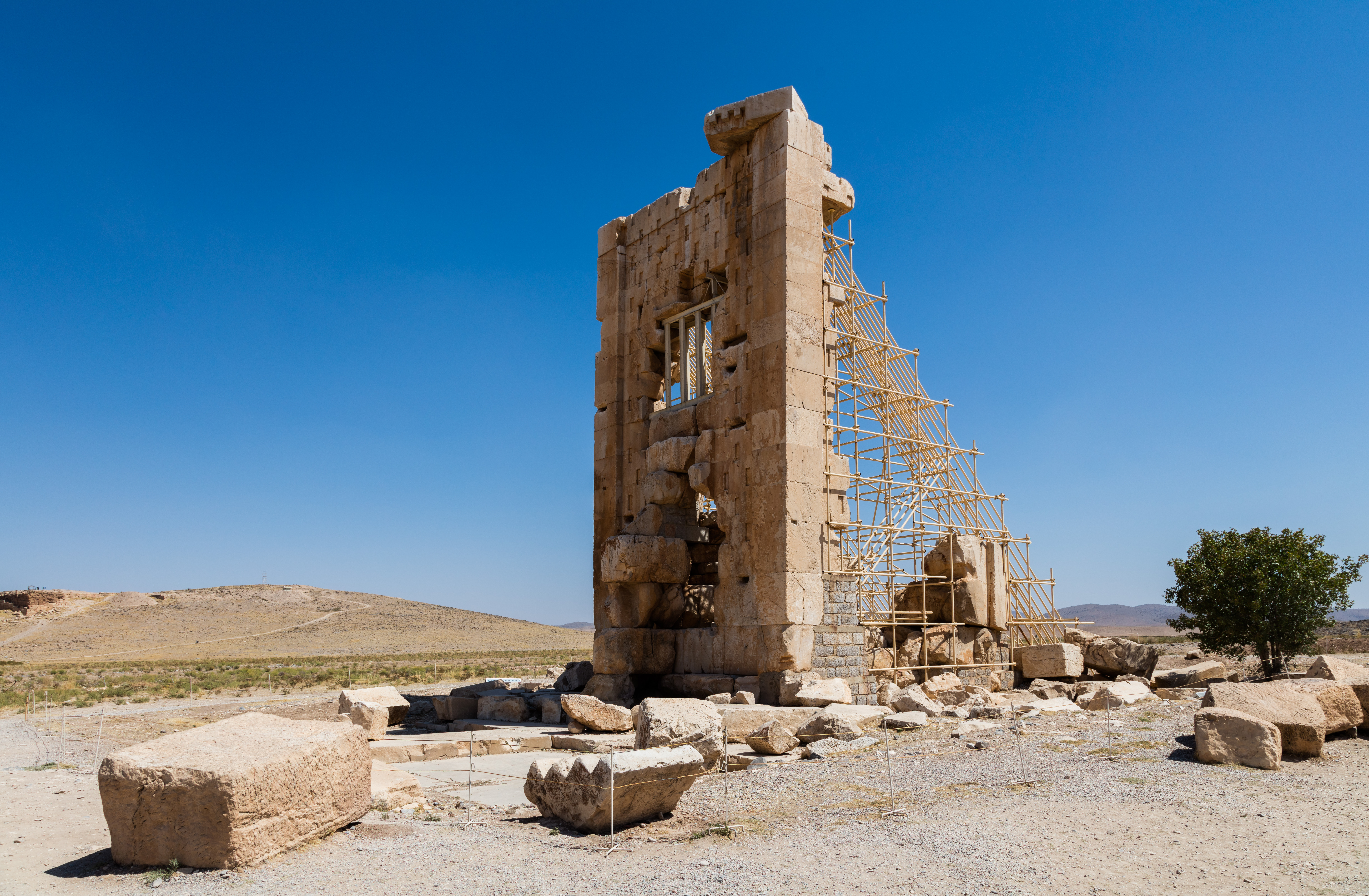
زندان سلیمان در پاسارگاد

این مجموعه علاوه بر آرامگاه کوروش بزرگ دربرگیرنده ساختمان‌هایی چون باغ پادشاهی پاسارگاد، کاخ دروازه، پل، کاخ بارعام، کاخ اختصاصی، دو کوشک، آب‌نماهای باغ شاهی، آرامگاه کمبوجیه، استحکامات دفاعی تل تخت، محوطهٔ مقدس و تنگه بلاغی است.
مجموعه کاخ‌های پاسارگاد اقامتگاه کوروش کبیر، در ۴۸ کیلومتری شمال تخت جمشید واقع است. این مجموعه شامل دروازه اصلی، تالار بارعام و کاخ مسکونی است. دروازه اصلی تالار ستون‌داری بوده که دو ردیف چهارتایی از ستون‌های سنگی ساخته شده بوده‌است. کاخ‌ها و دروازه دارای تالار مستطیل شکلی بودند که با سقف‌های مسطح متکی بر ستون‌های سنگی پوشیده شده بودند. ستون‌ها را از سنگ سفید و ساده و بدون شیار و ته ستون‌ها را به شکل مربع و از سنگ سیاه ساخته بودند. سرستون‌ها نیز از جنس سنگ سیاه به شکل نیم تنه گاو نر با سر انسان یا اسب پرداخته شده بودند.
ستون‌های کاخ نیز بدون شیار و از رنگ سفید بودند. پایه آن‌ها بلند و به رنگ سیاه، با زینتی از نوار مدور شیاردار سفید رنگ بر روی آن. سرستون‌ها که نسبت به ساقه ستون پیچیده‌تر هستند، از سنگ سیاه و به شکل گاو نر، شیر یا اسب ساخته شده بودند. طول و عرض پایه ستون‌های کاخ اختصاصی کوروش ۲۳/۱ x 23/1 متر است. روی قطعه سنگ مذکور تکه سنگ دیگری شبیه مرمر به همان ابعاد نصب شده‌ است. بر روی این مجموعه سنگ سفید دیگری به ارتفاع ۲۳ سانتی‌متر قرار داده شده. اندازه پایه سفید مرمر پاسارگاد ۸۸ سانتی‌متر است.
ستون‌های در دروازه اصلی از سنگ سفید، ساده، و بدون شیار بودند. پایه ستون‌ها از سنگ سیاه به شکل مربع ساخته شده بودند و سرستون‌ها از سنگ سیاه به شکل نیم تنه گاو نر با سر انسان یا اسب. بناهای مجلل پاسارگاد بر خلاف سبک معماری تخت جمشید که تحت تأثیر معماری مصر بر روی سکو ساخته شده‌است، بر روی زمین مسطح استوار گردیده‌اند.
به‌طور کلی به نظر می‌رسد که مجموعه کاخ‌های پاسارگاد به دلیل نقش اقامتگاهی، و نه مرکز آیینی و میهمان‌پذیری، به شکلی کاملاً متفاوت و البته ساده‌تر از بنای تخت جمشید برپا شده‌است. عناصر موجود در مجموعه اخیر آن چنان مجلل و با شکوه هستند که گویی باید نظر خارجیان و خراج‌گذاران را جلب کرده و شکوه شاهی را به آن‌ها بنمایانند، حال آن که در بنای پاسارگاد، فضا از آرامشی خاص برخوردار است

### نقش رستم

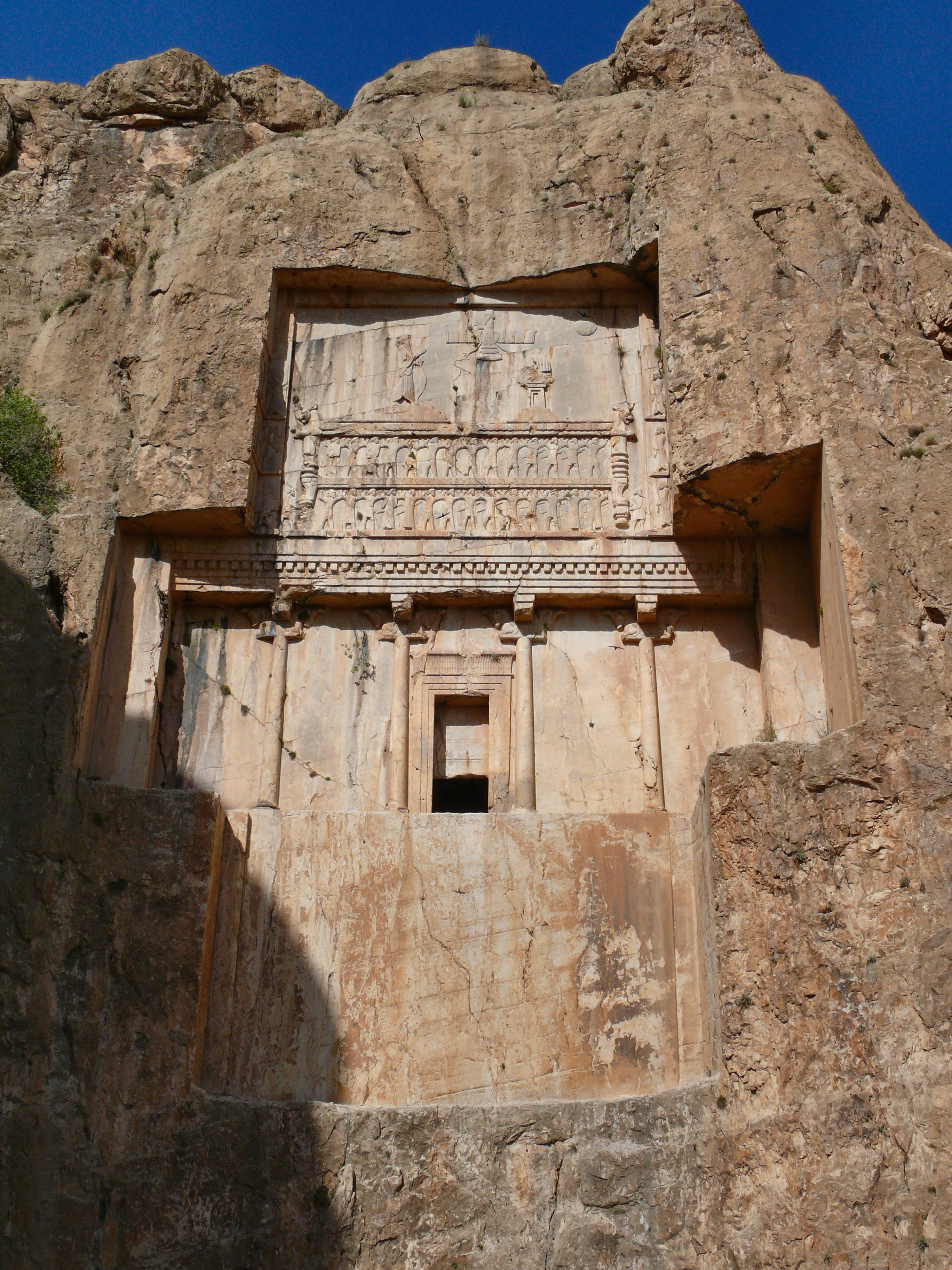
آرامگاه خشایارشا

نقش رستم نام مجموعه‌ای باستانی شامل آرامگاه چهار تن از پادشاهان هخامنشی است در فاصلهٔ ۶ کیلومتری از تخت جمشید قرار دارد. این مجموعه به نوعی نمادی برای افرادی بوده که به شهر وارد می‌شده یا از آن خارج می‌شدند.
نقش رستم یکی از مهم‌ترین و زیباترین آثار باستانی است که در حدود ۵ کیلومتری تخت جمشید، در کوه حاجی‌آباد واقع است. آرامگاه چند تن از پادشاهان هخامنشی از جمله داریوش بزرگ و خشایارشا، نقش برجسته‌هایی از وقایع مهم دوران ساسانیان از جمله تاجگذاری اردشیر بابکان و پیروزی شاپور اول بر امپراتوران روم، بنایی موسوم به کعبه زرتشت و نقش‌برجسته ویران‌شده‌ای از دوران عیلامیان در نقش رستم قرار دارد. آرامگاه چهار شاه هخامنشی در نقش رستم جای گرفته‌است. هر چهار آرامگاه شکلی صلیبی دارند و در دل کوه با ارتفاع قابل توجهی از سطح زمین قرار دارند. در نقش رستم آثار ۳ دوره باستانی وجود دارد: آثار دوره عیلامی از ۶۰۰ تا ۲۰۰۰ قبل از میلاد. آثار دوره هخامنشی از ۶۰۰ تا ۳۳۰ قبل از میلاد. آثار دوران ساسانی از سال ۲۲۴ تا ۶۵۱ میلادی. از دوره عیلامیان نقش برجسته محو شده‌ای در نقش رستم وجود دارد که در دوره ساسانی روی آن نقش دیگری از بهرام دوم ساسانی حک شده. این نقش محو شده از دو الهه تشکیل شده که روی مارهایی نشسته‌اند و لباس‌های چین‌دار به تن دارند. در نقش رستم آرامگاه‌ها و معبد آناهیتا از دوره هخامنشیان به جای مانده‌است. از بین ۴ آرامگاه موجود، فقط آرامگاه داریوش اول کتیبه دارد. در شاخه بالایی آرامگاه، داریوش با لباس پارسی و کمان به دست روی سکویی سه پله ایستاده و در حال انجام مراسم است. تصویر فروهر یا اهورا مزدا در بالای سر و پیشاپیش وی قرار گرفته و داریوش دست خود را به علامت احترام رو به این تصویر گرفته. آرامگاه خشایارشا در سمت راست آرامگاه داریوش اول قرار دارد و بجز فقدان کتیبه و برخی اختلاف‌های جزئی در نقش‌های برجسته، کاملاً مشابه آن آرامگاه است. از بین این ۴ آرامگاه، آرامگاه خشایارشا بهتر از همه حفظ شده‌است. آرامگاه اردشیر اول در سمت چپ آرامگاه داریوش اول قراردارد. آرامگاه داریوش دوم غربی‌ترین آرامگاه هخامنشی نقش رستم است. درِ ورودی آرامگاه‌ها به شکل مربع است. این درها در دوران باستان قفل می‌شدند. برای این کار دو قطعه سنگ بزرگ در پشت آن‌ها قرار می‌گرفت و به این وسیله مهر می‌شد. شکل آرامگاه‌ها نیز مشابه است. تنها تفاوت آرامگاه داریوش کبیر در کتیبه‌های میخی و آرامی آن است. در این کتیبه، داریوش، اهورامزدا را ستایش می‌کند و فتوحات خود را برمی‌شمارد و از اندیشه‌های خود سخن می‌گوید. سرپوش هر یک از تابوت‌ها را قطعه سنگ بزرگی تشکیل می‌دهد. کعبه زرتشت نام بنایی است مکعب مستطیل با معماری خاص در نقش رستم که از زمان حمله اعراب به ایران به اشتباه نام کعبه زرتشت به آن دادند. کعبه زرتشت دارای یک مدخل بالاتر از سطح زمین و بازمانده پلکانی برای دسترسی به تنها ورودی آن است.

### کعبهٔ زرتشت

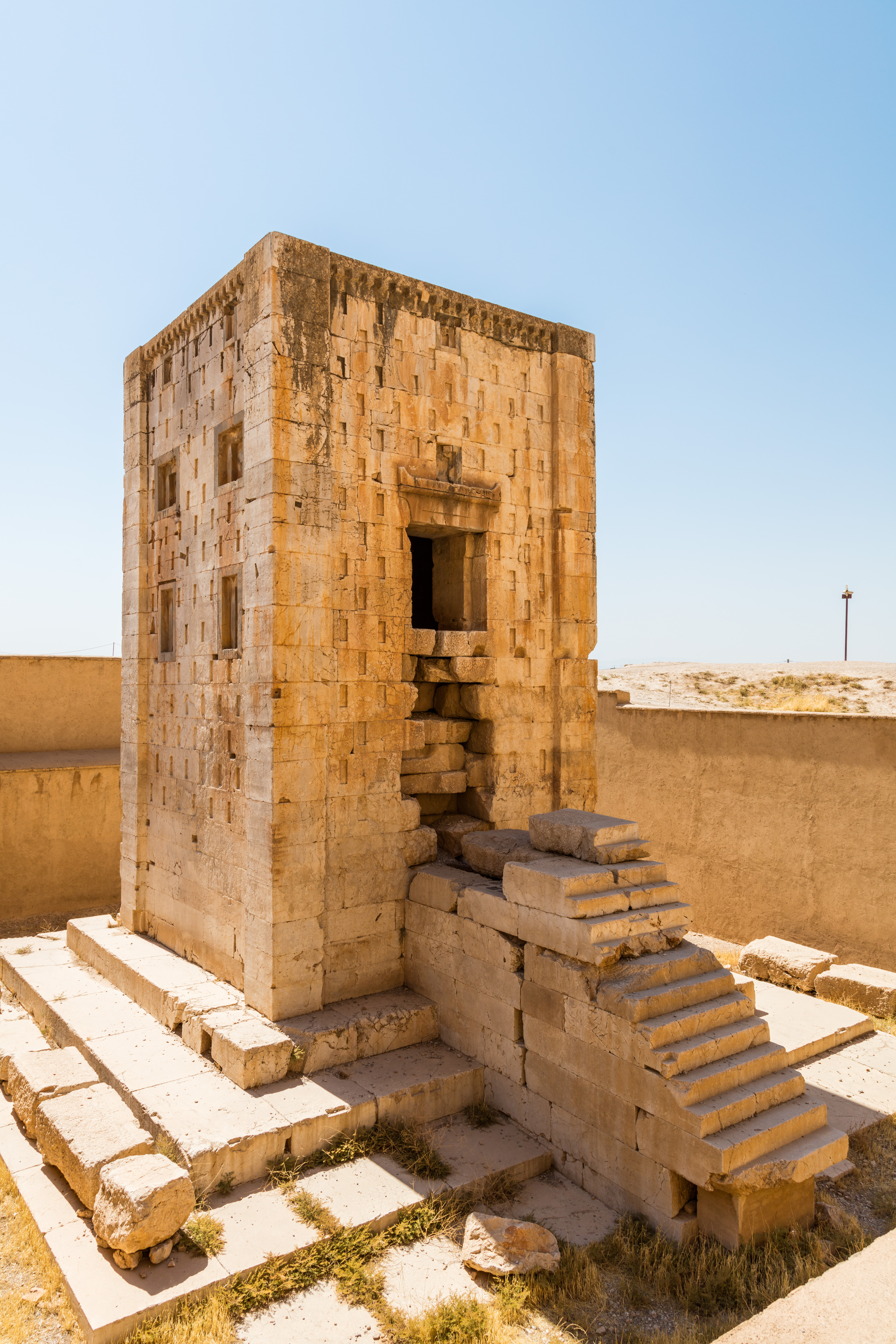
کعبه زرتشت در نقش رستم

کعبه زرتشت بنای سنگی و بُرج‌مانند موجود در نقش رستم است ک کاربرد آن تاکنون مشخص نشده‌است. فاصلهٔ کعبه زرتشت تا کوه، ۴۶ متر است و دقیقاً روبه‌روی آرامگاه داریوش دوم قرار دارد و شکلش مکعب مستطیل است و تنها یک در ورودی دارد. در ورودی آن به وسیلهٔ پلکانی سی پله‌ای از جنس سنگ به درون اتاقک آن راه می‌یابد.

نکتهٔ جالب توجه در مورد کعبه زرتشت برون‌گرا بودن این بناست.

## کاخ داریوش
کاخ آپادانا به کاخ کوچکتری راه دارد که داریوش نخست آن را در بخش جنوبی تخت جمشید بنا نهاد. این کاخ تچر هدیش نام دارد. تزیینات نمای سکوی کاخ، نقش ارتش امپراتوری پارس با لباس‌های با شکوه را نشان می‌دهد که در گوشه و کنار آن ردیفی از افراد نیز دیده می‌شود که آذوقه و حیوانات زنده را حمل می‌کنند و بر روی دیواره پلکان‌های متقارن کاخ حک شده‌اند.
تزیینات درگاه‌های دروازه‌های کاخ، زندگی روزمره دربار را نشان می‌دهد. شاه وارد محمل اقامت خود می‌شود و پشت سر وی خدمتگزاران هستند که چتری بر سر شاه نگهداشته‌اند. در درگاه دیگر پشت سر شاه ۲ نفر ندیمه دیده می‌شود که حوله و عطردان پادشاه را حمل می‌کنند که با نمونه مصری آن شباهت بسیاری داد

## کاخ سه درگاهی
کاخ اختصاصی داریوش نخستین بنا و اقامتگاه خصوصی شاهان هخامنشی است که در بخش جنوبی تخت جمشید ساخته شده‌است. زمان حکومت اردشیر بنای کوچکی در انتهای جنوبی حیاط وسیع جلوی پلکان شرقی آپادانا ساخته شد که به نظر می‌رسد محلی است برای ورود به قسمت کاخ‌های خصوصی که بعد از داریوش، خشایارشا و اردشیر نیز اقامتگاه خصوصی خود را در جنوب تخت جمشید ساخته بودند (ماهیت نقش برجسته‌ها کابرد بناها را تا حدودی روشن می‌سازد لذا حدس قریب به یقین این است که تالار شورا محل ملاقات پادشاه با بزرگان مملکتی بوده‌است و در این کاخ با آن‌ها به مشاوره می‌پرداخت وجود نقش‌های بی شمار نجبای پارسی و مادی بر روی پلکان این کاخ این فرضیه را تقویت می‌کند؛ لذا حتی این کاخ را به نام کاخ شورا نیز می‌شناسند). بر روی یکی از دیواره‌های داخلی درگاه‌های ورودی کاخ، پادشاه را می‌بینیم که بر روی تخت نشسته‌است و ۲۸ تن از نمایندگان کشورها تخت را بر دوش گرفته‌اند. پشت سر شاه به هنگام ورود یا خروج به تالار خدمتگزاران قرار داشتند که یکی چتری باز بر سر شاه نگهداشته و دیگری حوله و مگس پران در دست دارد.
بر روی این نقوش و به هنگام کشف آثار آن‌ها در سال ۱۹۳۳ نقاشی‌های اولیه کاخ هنوز باقی‌مانده بود. آبرنگ‌هایی که یکی از باستان شناسان از نقوش این درگاه‌ها کشیده‌است، نشان می‌دهد که پیراهن پادشاه، قرمز رنگ بود و کفشهای وی آبی رنگ.
نقوش پلکان‌های ورودی کاخ به خوبی رابطه نزدیک و برادری بین پارسیان و مادها را نشان می‌دهد. نجبای پارسی و مادی در حالی که بسیار دوستانه به همدیگر نگاه می‌کنند، از پله‌ها بالا می‌روند و برخی شاخه گلی در دست دارند و برخی دیگر دست بر شانه دیگری نهاده‌اند. در شرق زمین نمونه مشابه این تزیینات بر روی ظروف سلطنتی بلخ در سر حدات امپراتوری ایران و آسیای مرکزی در حدود ۱۵۰۰ سال قبل دیده شده‌است.

## شوش
کاخ‌های شوش نیز به دست داریوش ساخته شدند. این مجموعه هم مانند دیگر کاخ‌های هخامنشی از چهار جزء تالار پذیرایی، تالار بارعام، اتاق‌های مسکونی و دروازه اصلی تشکیل شده‌است. در ساخت این کاخ‌ها هنرمندان و صنعت‌گرانی از مصر، یونان، و بین‌النهرین نقش داشته‌اند. اصول معماری این بناها مشابه بنای پاسارگاد است، با این تفاوت که ستون‌های شوش به صورت شیاردار ساخته شده‌اند و با سرستون‌هایی به شکل نیم تنه گاو مزین گشته‌اند. همچنین ارتفاع این ستون‌ها از کف زمین به ۲۰ متر می‌رسد.
هر ایوان کاخ شوش شامل دو ردیف شش ستونی بوده‌است و هر پایه از حیث شکل و زینت با پایه ستون دیگر فرق داشته و به شکل گلدان وارونه ساخته می‌شده. ستون‌ها به رنگ زرد روشن بوده‌است. این رنگ‌آمیزی آن‌ها را مرمر گونه نشان می‌دهد و در ضمن ایرادات سنگ آهکی را نیز پنهان می‌کرد.

## کاخ آشوکا کاخی هخامنشی
کاخ آشوکا در پاتالی پوترا که در حوالی شهر پتنا در ایالت بیهار و در شمال شرق هند قرار دارد، و ستون‌های یادبود او در سراسر هند کاملاً به تقلید از کاخ‌های هخامنشیان و ستون‌های تخت جمشید ساخته شده‌است.
این کاخ در منطقهٔ پاتالی پوترا (Pataliputra) که در حوالی شهر پتنا در ایالت بهار در شرق هند واقع‌شده، قرار دارد؛ و همچنین ستون‌های یاد بود آشوکا در سراسر هند کاملاً با شباهت به کاخ هخامنشیان در تخت جمشید و ستون‌های این محوطه ساخته شده، که نشان‌دهنده ی تأثیرپذیری جدی از هنر معماری هخامنشی می‌باشد. هنر معماری عصر هخامنشی در شکل‌گیری آثار موریایی هند تأثیر قابل اثباتی داشته‌است.

## کاخ جنجان
بنای تاریخی متعلق به دوره هخامنشیان است که در دهه های اخیر توسط باستان شناسان داخلی و خارجی در شهرستان ممسنی کشف و معرفی گردید. که وجود ته ستون های باقی مانده در این محوطه باستانی شمه ای دیگر از معماری دوره هخامنشیان را نمایان کرده است.

## هویت ایرانی
معماران، هنرمندان و متخصصان در ساخت تخت جمشید از بیش از سی ملت مختلف زیر نفوذ شاهان هخامنشیان مانند آشوریان، مصریان، اوراتوئیان، بابلیان، لودیان، ایونیان، هندوان، سکائیان و غیره تشکیل می‌شدند. اما این باعث نشد که کالبد و جوهرهٔ معماری هخامنشی تقلیدی از معماری‌های پیش از خود باشد.

## نگارخانه

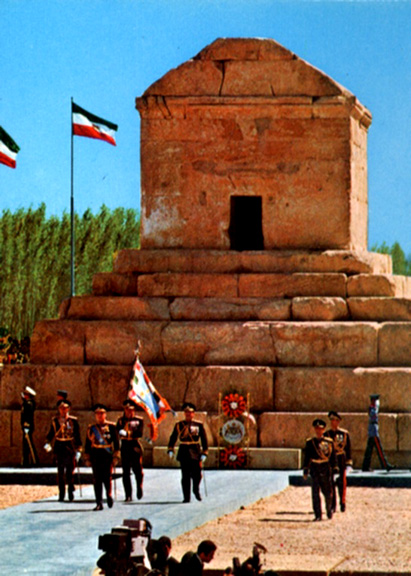
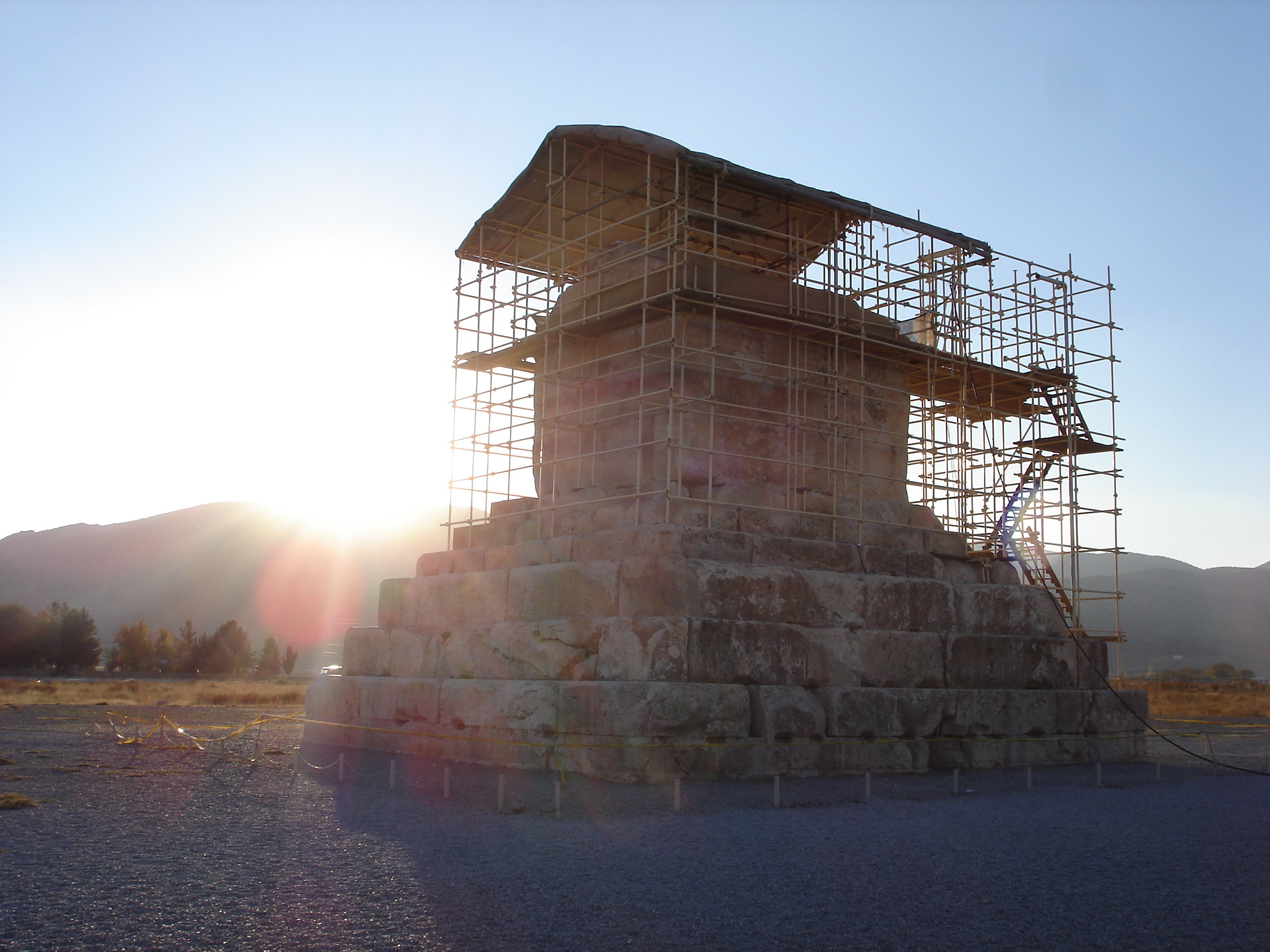